# Investiturstriden
Investiturstriden var en strid i middelalderen i 1000-1100-tallet mellem de tysk-romerske kejsere og pavestolen om retten til at udnævne personer til høje kirkelige embeder (biskopper, abbeder osv.). Striden sluttede i år 1122 med Wormskonkordatet der var et forlig som styrkede pavemagten.